# Wilhelm Heinsius (Verleger)
Johann Wilhelm Immanuel Heinsius (* 28. Juli 1768 in Leipzig; † 1. Oktober 1817 in Gera) war ein deutscher Buchhändler, Verleger und Bibliograf. Er ist der Begründer der deutschen Nationalbibliografie.

## Leben
Wilhelm Heinsius, der Sohn des Leipziger Buchhändlers Johann Samuel Heinsius (1734–1807) und seiner Ehefrau Johanna Juliane Holle (1738–1804), trat in die von seinem Großvater Johann Samuel Heinsius (1686–1750) anno 1725 in Leipzig gegründete Buchhandlung ein und führte die in dieser Unternehmung 1748 und 1760 herausgegebenen Universalkataloge konsequent weiter. Dank solcher Zielstrebigkeit bildete sein 1793–1798 in vier Bänden erschienenes Allgemeines Bücher-Lexicon oder (später Vollständiges) alphabetisches Verzeichnis der in Deutschland und den angrenzenden Ländern gedruckten Bücher den Grundstock der deutschen nationalen Allgemeinbibliographie. Die alphabetische Ordnung dominiert in diesem Verzeichnis dergestalt: Jedem Titeleintrag ist der Verfassername oder bei einem Anonymus das erste Information tragende Wort im Werktitel vorangestellt. 1812–1813 brachte Wilhelm Heinsius noch eine durchgesehene Nachauflage seines oben genannten Werkes für den Zeitraum gesamtes 18. Jahrhundert heraus. 1805 verkaufte er seine Buchhandlung an Enoch Richter, ging nach Gera und eröffnete dort 1810 wiederum eine Heinsius’sche Buchhandlung. Wilhelm Heinsius erarbeitete in Gera den fünften Band seiner Bibliographie. Dieser enthielt Titel aus den Jahren 1811–1815 und erschien 1817. Das Projekt wurde von Wilhelm Heinsius’ Nachfolgern bis fast über das ganze 19. Jahrhundert hinweg weitergeführt: 1894 erschien der neunzehnte Band, der bis 1892 erschienene Titel enthält.
Der Heinsius erweist sich heute noch, wenn es um Titel aus der ersten Hälfte des 18. Jahrhunderts im Deutschsprachigen geht, als beinahe konkurrenzlose Fundgrube.

## Familie
Wilhelm Heinsius heiratete 1792 Charlotte Heun – die Schwester von Heinrich Clauren – aus Doberlug. Die Schriftstellerin trennte sich 1805 von ihrem Gatten und heiratete zwei Jahre später den Regierungskalkulator Friedrich Carl Kanitz.

## Werke (Auswahl)
- Alphabetisches Verzeichnis der von 1700 bis zu Ende 1810 erschienenen Romane und Schauspiele, welche in Deutschland und in den durch Sprache und Literatur damit verwandten Ländern gedruckt worden sind. 375 Seiten. Unveränderter fotomechanischer Nachdruck der Originalausgabe 1813. Verlag Dokumentation, Pullach (Isartal) 1972
- Allgemeines Bücher-Lexikon. Band 1–19 für die Jahre 1700–1892. Photomechanischer Neudruck, Akademische Druck- und Verlags-Anstalt, Graz 1962–1963
- Allgemeines Bücher-Lexikon oder vollständiges alphabetisches Verzeichnis der von 1700 bis Ende 1892 erschienenen Bücher, welche in Deutschland und in den durch Sprache und Literatur damit verwandten Ländern gedruckt worden sind. Nebst Angabe der Druckorte, der Verleger und der Preise. Band 1–7 Gleditsch, Leipzig; Band 8–10 Brockhaus, Leipzig